# Meraf Bahta
Meraf Bahta Ogbagaber (24 giugno 1989) è una mezzofondista eritrea naturalizzata svedese.

## Palmarès
| Anno                            | Manifestazione     | Sede           | Evento         | Risultato | Prestazione | Note                                     |
| ------------------------------- | ------------------ | -------------- | -------------- | --------- | ----------- | ---------------------------------------- |
| In rappresentanza dell' Eritrea |                    |                |                |           |             |                                          |
| 2006                            | Mondiali juniores  | Pechino        | 1500 m piani   | 5ª        | 4'16"01     |                                          |
| 2007                            | Giochi panafricani | Algeri         | 1500 m piani   | 9ª        | 4'15"12     |                                          |
| 2007                            | Giochi panafricani | Algeri         | 5000 m piani   | 7ª        | 15'56"30    |                                          |
| In rappresentanza della Svezia  |                    |                |                |           |             |                                          |
| 2014                            | Europei            | Zurigo         | 5000 m piani   | Oro       | 15'31"39    |                                          |
| 2014                            | Europei di cross   | Samokov        | Corsa seniores | Bronzo    | 28'52       |                                          |
| 2016                            | Europei            | Amsterdam      | 5000 m piani   | Argento   | 15'20"54    |                                          |
| 2016                            | Giochi olimpici    | Rio de Janeiro | 1500 m piani   | 6ª        | 4'12"59     |                                          |
| 2017                            | Europei indoor     | Belgrado       | 1500 m piani   | 4ª        | 4'07"90     |                                          |
| 2017                            | Mondiali           | Londra         | 1500 m piani   | 9ª        | 4'04"76     |                                          |
| 2017                            | Europei di cross   | Šamorín        | Corsa seniores | Argento   | 27'03       |                                          |
| 2018                            | Mondiali indoor    | Birmingham     | 1500 m piani   | 10ª       | 4'23"05     |                                          |
| 2018                            | Mondiali indoor    | Birmingham     | 3000 m piani   | 12ª       | 9'05"94     |                                          |
| 2018                            | Europei            | Berlino        | 10000 m piani  | Bronzo    | 32'19"34    |                                          |
| 2021                            | Europei indoor     | Toruń          | 3000 m piani   | 4ª        | 8'48"78     | Miglior prestazione personale stagionale |
| 2021                            | Giochi olimpici    | Tokyo          | 10000 m piani  | 18ª       | 32'10"49    |                                          |
| 2022                            | Mondiali indoor    | Belgrado       | 3000 m piani   | 17ª       | 8'58"68     |                                          |

## Campionati nazionali
2014
- Oro ai campionati svedesi indoor, 3000 m piani - 9'09"24

2017
- Oro ai campionati svedesi, 1500 m piani - 4'18"25
- Oro ai campionati svedesi, 800 m piani - 2'07"29

2019
- Oro ai campionati svedesi, 5000 m piani - 15'56"68

2020
- Oro ai campionati svedesi, 10000 m piani - 34'07"21
- Oro ai campionati svedesi, 5000 m piani - 16'27"13
- Oro ai campionati svedesi di 10 km su strada - 32'02"

2021
- Oro ai campionati svedesi, 5000 m piani - 15'58"18
- Oro ai campionati svedesi, 1500 m piani - 4'30"35
- Oro ai campionati svedesi indoor, 3000 m piani - 9'08"56

2022
- Oro ai campionati svedesi indoor, 3000 m piani - 8'55"75

## Altre competizioni internazionali
2008
- 15ª al Golden Gala ( Roma), 5000 m piani - 15'58"31

2014
- 7ª al Bauhaus-Galan ( Stoccolma), 1500 m piani - 4'05"39

2015
- 10ª al Prefontaine Classic ( Eugene), 5000 m piani - 15'46"97

2016
- Bronzo ai Bislett Games ( Oslo), miglio - 4'25"26
- Bronzo ai London Anniversary Games ( Londra), 1500 m piani - 4'02"62

2017
- Oro al Bauhaus-Galan ( Stoccolma), 3000 m piani - 8'47"07
- 5ª al Memorial Van Damme ( Bruxelles), 1500 m piani - 4'00"49

2018
- Bronzo al Meeting de Atletismo Madrid ( Madrid), 1500 m piani - 4'03"36

2021
- Argento alla Great Manchester Run ( Manchester) - 31'44"
- Argento alla Cursa dels Nassos ( Barcellona), 5 km - 15'04"

2022
- 5ª alla Valencia Ibercaja ( Valencia) - 31'22"